# Antonio Gasbarrone
Antonio Gasbarrone, (noto anche come Gasperone o Gasparone) (Sonnino, 12 dicembre 1793 – Abbiategrasso, 1º aprile 1882), è stato un brigante italiano.

## Biografia
A 10 anni perse il padre Rocco, a 15 anni la madre Faustina, rimanendo con i fratelli Gennaro e Giuseppe e con le sorelle Settimia e Giustina. Passò il tempo con le mandrie al pascolo, vedendo spesso passare le bande dei briganti. Si diede al brigantaggio dopo aver ucciso il fratello della donna chiesta in sposa, Michelina Rinaldi, in seguito al rifiuto della famiglia di lei poiché, in occasione del perdono di Pio VII, fu riconosciuto come fratello di un brigante. Inizialmente fece parte della banda di Domenico il Calabrese, e successivamente riuscì ad organizzare una banda tutta sua, nel giugno 1814, insieme a Alessandro Massaroni e Bartolomeo Varrone, ambedue di Vallecorsa, e Luigi Masocco, di Giuliano.
Nel febbraio del 1818, fu persuaso dal cardinale Ercole Consalvi, a Terracina, ad abbandonare il brigantaggio, si consegnò allo Stato Pontificio insieme ad altri 12 compagni e venne alloggiato a Castel Sant'Angelo. Il 2 maggio 1818 sposa Demira, incinta, nella chiesa di Santa Maria in Transpontina, sorella del compagno brigante Angelo De Paolis. Nel marzo del 1819 venne convinto a trasferirsi a Cento con la moglie, mentre il cognato venne spedito a Comacchio e Pietro Rinaldi a Ferrara, tutti con pensione mensile ed alloggio gratuito. Qui nacque il suo primo figlio. Dopo poco tempo i tre tentarono la fuga e Gasbarrone arrivò dopo 16 giorni a Carpineto, dove fu ospitato da un pastore suo amico. Qui seppe tutto quello che successe in sua assenza e decise di riunirsi alla banda di Massaroni. Il De Paolis ed il Rinaldi invece furono giustiziati a Bologna per l'omicidio della contessina Mariscotti. Nel 1820 fu amnistiato suo fratello Gennaro e un anno dopo, nel giugno del 1821, a Monticelli morì Massaroni. 
Gasbarrone formò una nuova banda di 15 persone, con all'interno il sacerdote Nicola Tolfa di Patrica e 4 suoi vecchi compagni: Antonio Vittori, Michele Feudi, Pasquale Di Girolamo e Luigi Minocci. Rientrato nello Stato Pontificio si vendicò di un pastore, si diresse poi verso Frascati per assalire la Certosa e dove sequestrò 4 religiosi: gli eventi non andarono come programmato, ci fu una prima consegna di riscatto con meno denaro della somma richiesta, alla seconda consegna ci fu uno scontro a fuoco dove persero la vita un religioso ed un brigante. Gasbarrone e la sua banda fuggirono in Abruzzo rilasciando i restanti religiosi.
L'inverno rigido lo riportò a rientrare verso zone più miti ed in questo periodo venne a conoscenza delle misure inasprite nei confronti dei briganti: fu previsto l'arresto dei familiari e la demolizione delle case. Seppe inoltre di una notifica ufficiale di Monsignor Zacchia, delegato di Frosinone, che così lo definì:
(Pietro Masi, Mémoires de Gasbaroni)

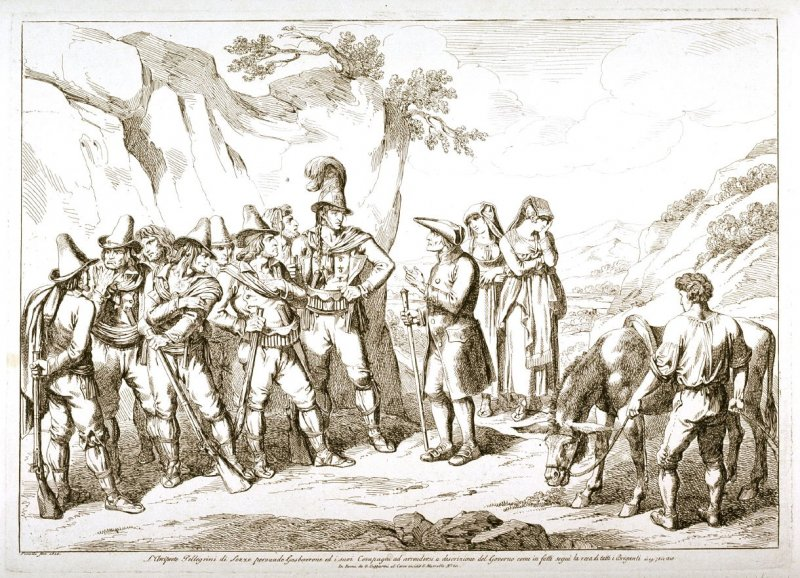
Bartolomeo Pinelli, l'incontro tra l'arciprete Pellegrini ed il brigante Gasbarrone avvenuto il 19 settembre 1825.

Dopo la morte di Massaroni, molti briganti si unirono a lui nella banda, e fu con questi che, nel 1822, rapì il colonnello austriaco Francesco Gutnohfen a Terracina, dove diede prova della sua furbizia: la vallata dove si rifugiarono, fu accerchiata dalle truppe pontificie, dai soldati austriaci e dalla guardia civica, questi ultimi avevano un fazzoletto bianco annodato sul cappello come segno di riconoscimento, per confondere i soldati Gasbarrone usò lo stesso segno riuscendo a passare in mezzo ai soldati senza che fosse sparato un solo colpo e liberando il colonnello.
Il 23 agosto 1823 muore Papa Pio VII e diviene Papa Leone XII. In questo periodo, fu di nuovo arrestato il fratello Gennaro e portato a Civitavecchia, insieme agli altri compagni già amnistiati. Nel 1825, Papa Leone XII, venuto a conoscenza dell'opera di san Gaspare del Bufalo, inviò don Pietro Pellegrini, vicario generale di Sezze, a trattare la resa con Gasbarrone portando in cambio la promessa del perdono pontificio. Il luogo deputato fu la Chiesa della Madonna della Pietà di Sonnino. La trattativa del vicario fu possibile grazie alla partecipazione di due donne di Sonnino, Rosana Jannettoni e Maria Grazia Monacelli, rispettivamente cugina di Alessandro Leoni e cognata di Gennaro Gasbarrone, fratello di Antonio.

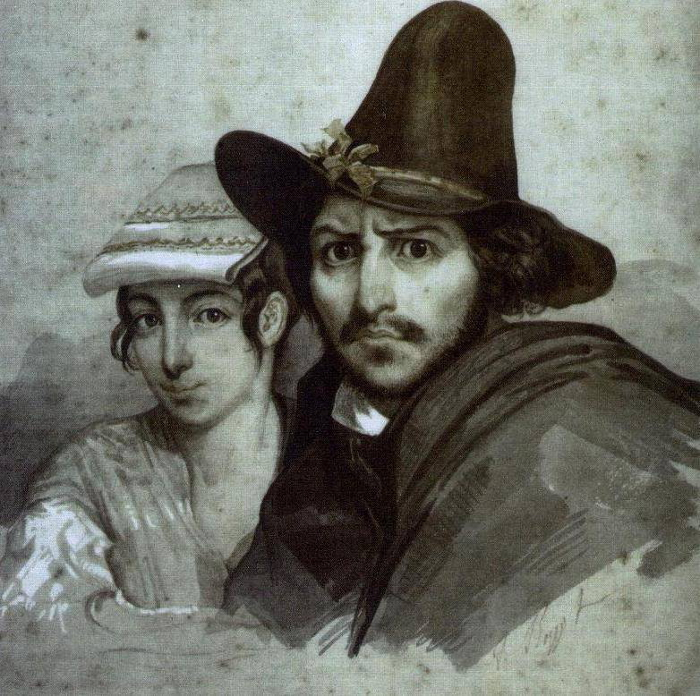
F. Raggi, Ritratto di A. Gasparone e sua moglie Geltrude, acquerello, 1839.

In cambio della loro resa veniva promesso:
(Pietro Masi, Mémoires de Gasbaroni)

Il 19 settembre 1825, dopo nove giorni passati nella Chiesa a mangiare, bere, cantare e ballare, memore del precedente tra il Card. Consalvi e il brigante Masocco, Gasbarrone decise di arrendersi insieme ad alcuni suoi compagni, tra cui Pietro Masi e Alessandro Leoni. Il 23 settembre entrarono in catene a Roma da Porta San Giovanni e fu inoltre costretto a sposare Gertrude De Marchis. Quattro giorni dopo rimise piede a Castel Sant'Angelo, qui fu separato dalla moglie. Dopo 8 mesi fu trasferito nel carcere di Civitavecchia, dove per 7 anni rimase isolato dagli altri.
(Feuillet de Conches)

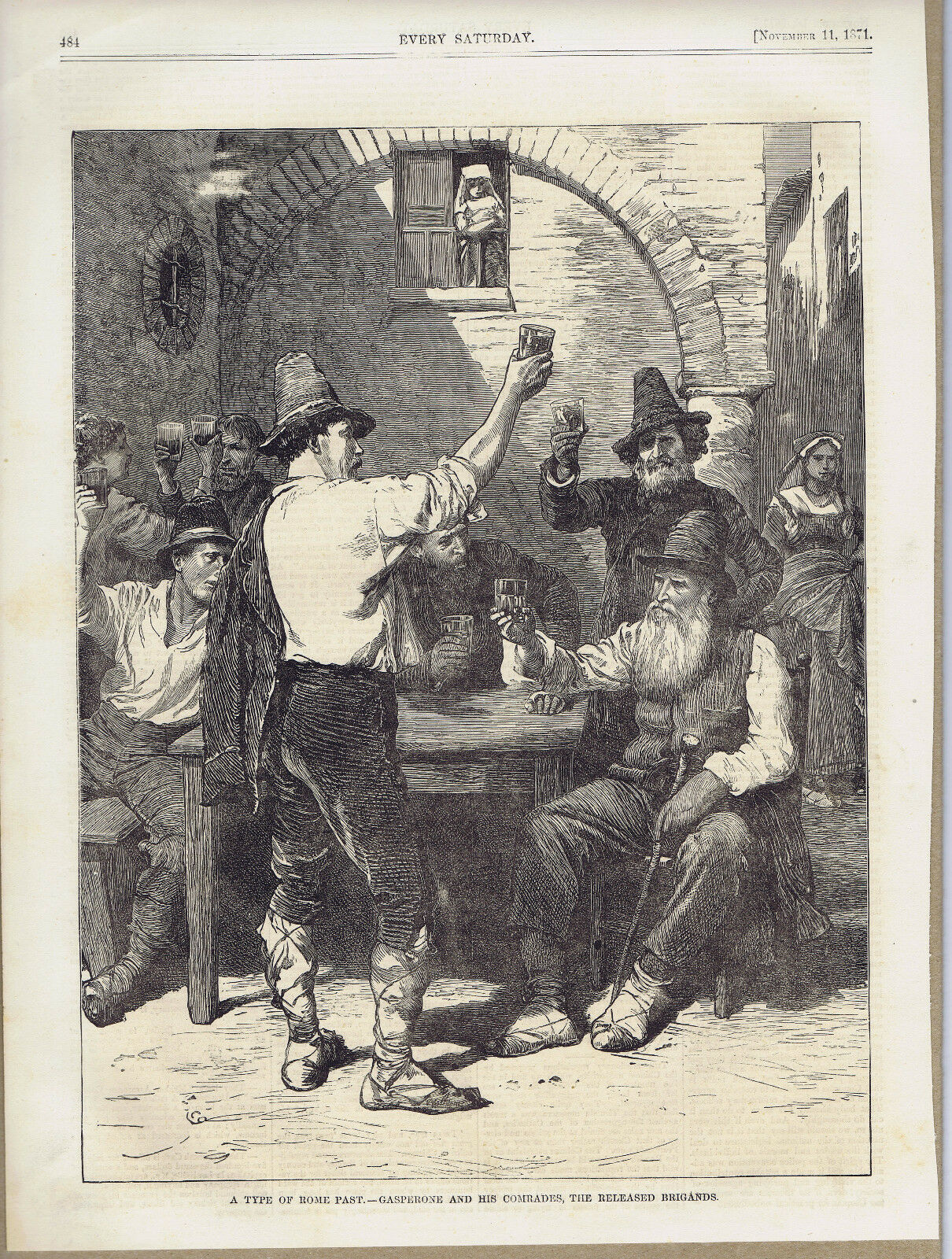
Gasperone e i suoi compagni, i briganti liberati. Every Saturday, 11 novembre 1871.

Nel 1848 fu trasferito a Spoleto e poi a Civitacastellana nel 1851. Rimase in carcere fino al 1871 quando fu graziato all'età di 78 anni dal neonato Governo Nazionale in seguito all'Unità d'Italia, dopo aver passato 47 anni in prigione, interrogato più volte ma senza aver mai subito formale accusa né sentenza di condanna. 

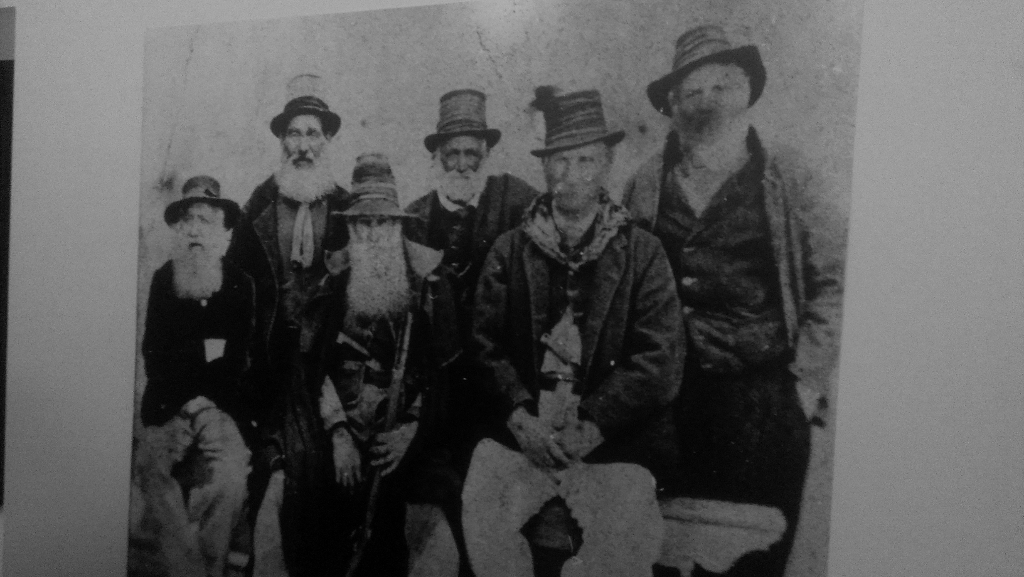
Riproduzione della fotografia originale della banda Gasbarrone, nel Museo delle terre di confine di Sonnino.

Degli iniziali 36 componenti della banda, ad agosto 1871 ne uscirono liberi in 7, e precisamente: Antonio Gasparoni (Gasbarrone) di 79 anni, Pietro Masi di 70 anni, Domenico Falova di 75 anni, Pietro Cipolla di 69 anni, Filippo Ciccone di 72 anni, Francesco Nardoni di 67 anni, Alessandro Leoni di 72 anni.
In occasione della liberazione fu pubblicato il seguente sonetto:
Visse un periodo a Trastevere in Via del Moro, tentò di ritornare a Sonnino ma non fu accolto molto bene e fu trasferito nella Pia Casa degli Incurabili di Abbiategrasso, amministrata dalla Congregazione di Carità di Milano, insieme ad un altro superstite della sua banda, Pietro Cipolla.
Morì il 1º aprile del 1882, all'età di 89 anni. Il suo teschio, il suo fucile e i suoi abiti sono conservati nel Museo di antropologia criminale "Cesare Lombroso" di Torino.

## Il mito

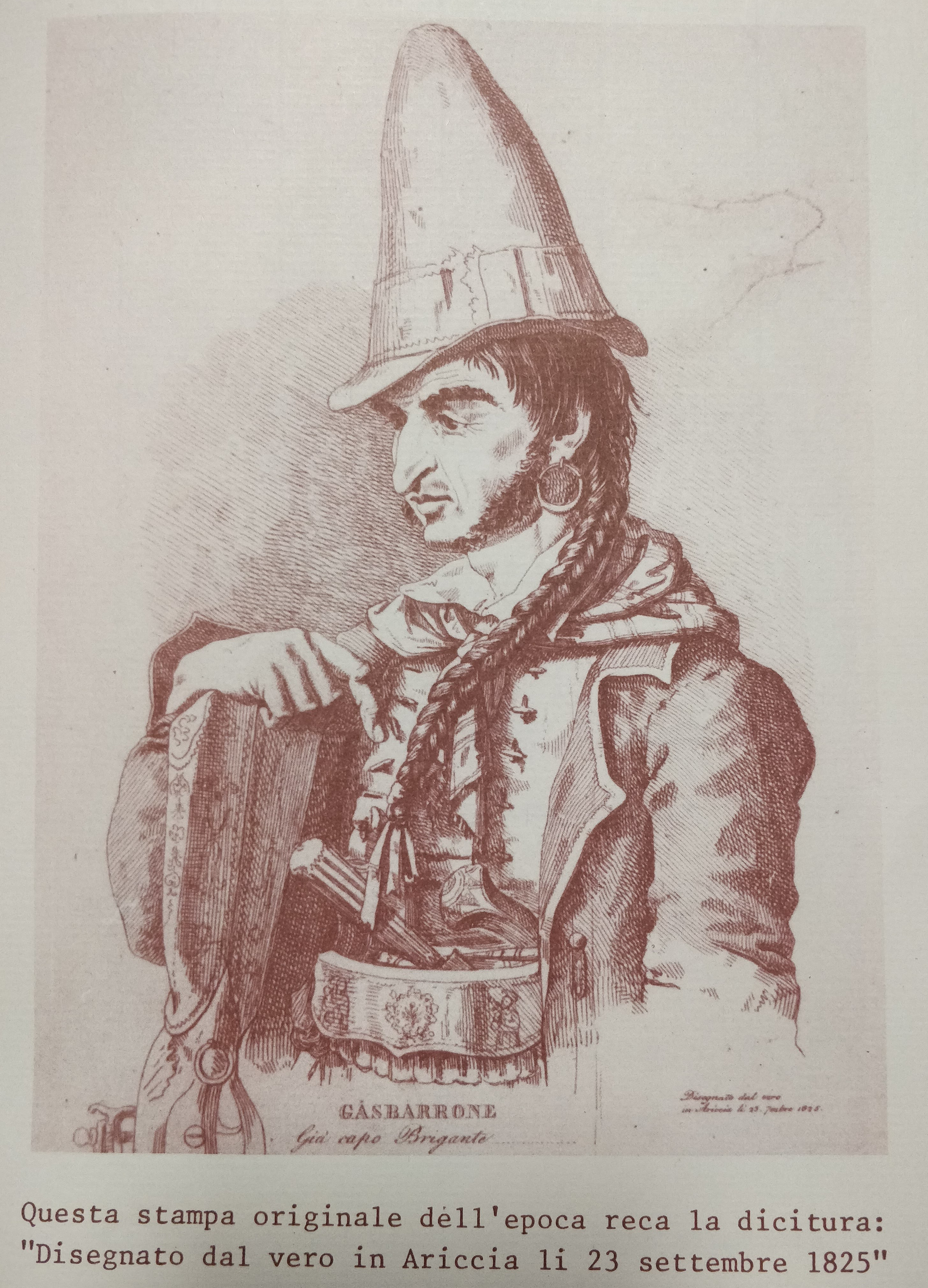
Disegno realizzato ad Ariccia, 23 settembre 1825.

La fama del mitico brigante divenne nota anche oltralpe; a Parigi fu pubblicato "Vita di Antonio Gasperoni, terribile capo di briganti", di Pietro Masi (1867).  Gasbarrone è colui che vide prostrati ai suoi piedi principi e signori, ricchi sfondati che sfruttarono i poveri Cristi; è colui che realizzò una «rivincita» contro le umiliazioni dei potenti: «Ha umiliato i ricchi - dicono ancora i più anziani- e ha difeso i poveri. Se ha ucciso qualche poveraccio, questi era reo di delazione, colpa che non era ammissibile agli occhi del brigante sonninese. Chi fa la spia campa poco. Ha tolto poi ai ricchi e ha dato ai poveri».
Così lo descrive Pietro Masi:
(Pietro Masi, Mémoires de Gasbaroni)

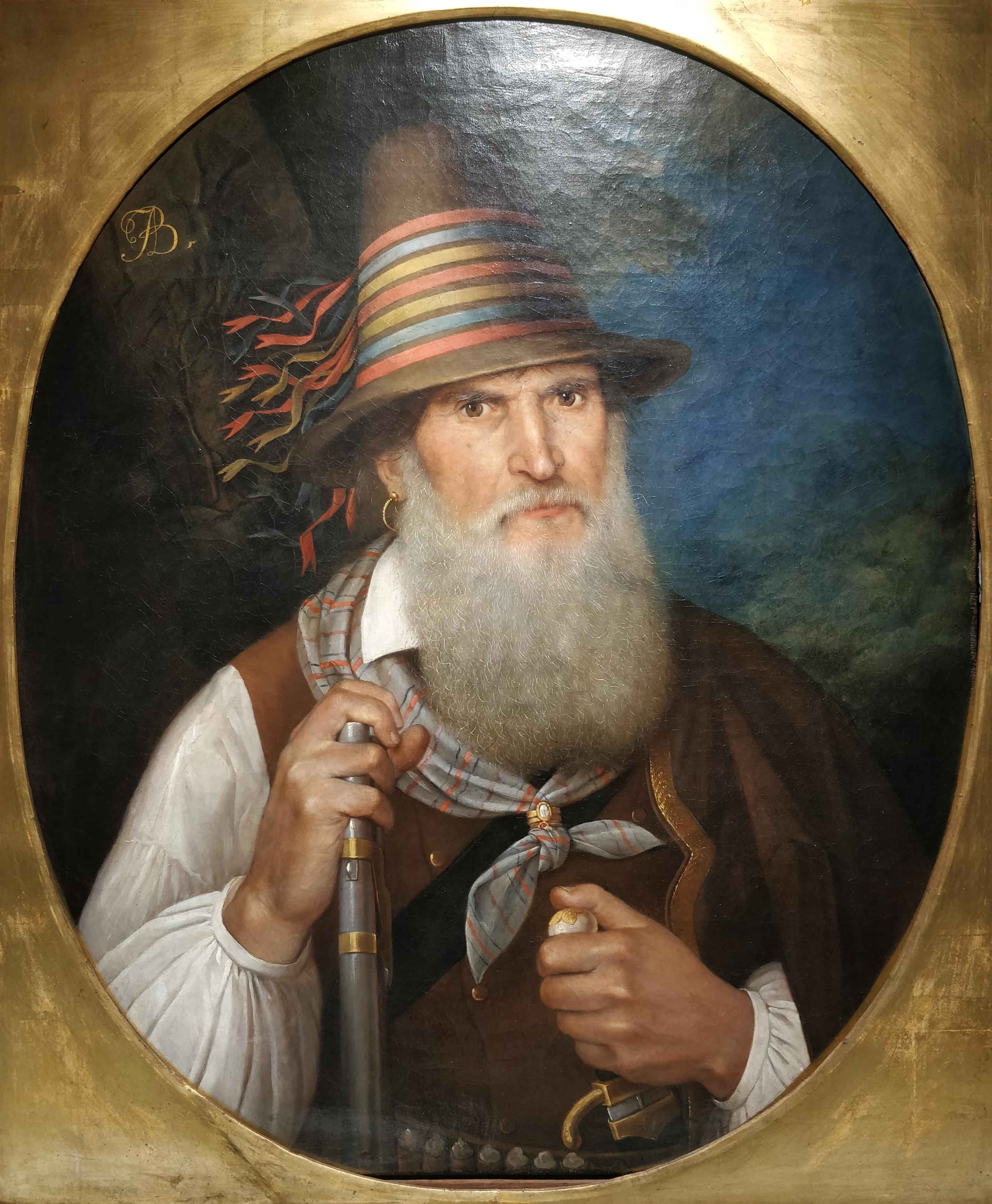
Ritratto del Brigante Gasparone, Filippo Balbi, XIX secolo, olio su tela.

Stendhal, console francese a Roma, il 29 gennaio 1840 scrisse all'amico Di Fiore:«Su cento stranieri che passano di qui (e nel 1839 cinquemila erano diretti a Roma), cinquanta vogliono vedere il celebre brigante Gasparone, e quattro o cinque M. de Stendhal». Stendhal cita il brigante nella sua opera Pages d'Italie nel capitolo "Les brigands en Italie", così lo descrive, in modo eccessivo e non corrispondente alla biografia:
Gasperoni, inoltre, osservava strettamente tutte le forme esteriori della religione: lui e la sua banda non avrebbero mai commesso un furto o un delitto di venerdì; in tal giorno della settimana, e in tutti gli altri periodi fissati dalla Chiesa, osservavano strettamente il digiuno; tutti i mesi chiamavano a confessarli un prete che, per paura o per qualsiasi altro motivo, non mancava mai di dar loro l’assoluzione.
Una donna con cui Gasperoni aveva una relazione diventò lo strumento di cui le autorità si servirono per distruggere la sua banda e impadronirsi della sua persona, nonché di alcuni dei suoi. La polizia romana allettò la donna, che non seppe resistere all’attrattiva di una ricompensa di seimila scudi romani (trentaduemilaquattrocento franchi); il brigante si lasciò prendere nella trappola tesagli da lei; si recò fiducioso in un bosco fissato per l’appuntamento; ma, indovinando subito di essere stato tradito dalla sua amante, Gasperoni riuscì ancora a strangolarla prima di cadere nelle mani degli sbirri. Così quella disgraziata non poté godere dei frutti della sua perfidia.»

## Nella cultura di massa

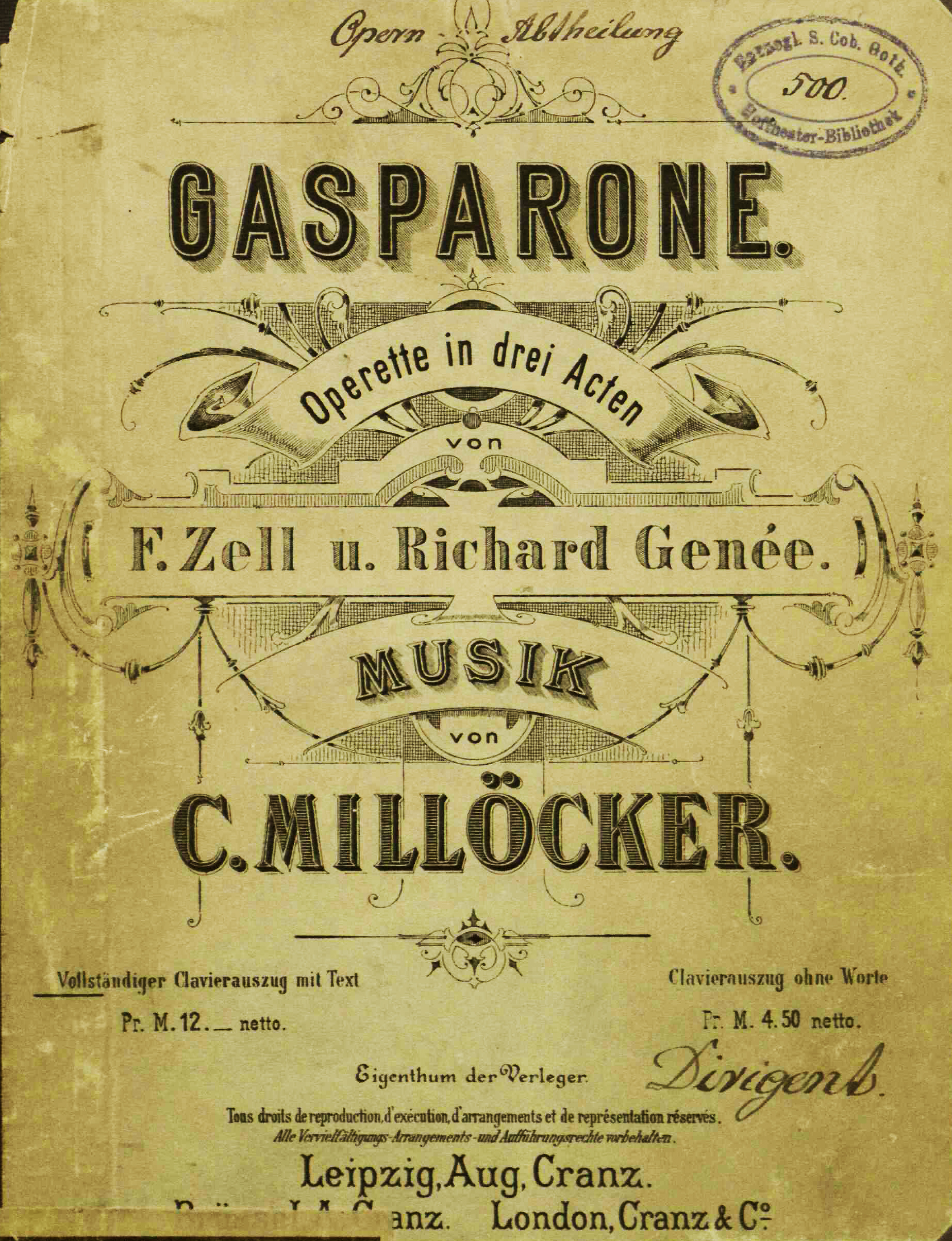
Libretto de Gasparone, 1885.

Viene citato ne Il conte di Montecristo di Alexandre Dumas, che gli fece visita nel 1835 durante la detenzione nel carcere di Civitavecchia.
Joseph Méry nella sua opera Les nuits italiennes, contes nocturnes (1853), dedica un capitolo all'incontro con la banda Gasparoni.
È protagonista di una operetta di Karl Millöcker intitolata proprio Gasparone.
Appare la prima volta nel 1951, sia negli USA che in Italia, in "Topolino e lo spettro fallito" (The Ghost of Black Brian) di Walt Disney con il nome di Gaspare Gasparone (in inglese: Black Brian) sotto le vesti di un fantasma, una storia a strisce sceneggiata da Bill Walsh, disegnata e inchiostrata da Floyd Gottfredson.
Viene citato nella Grammatica della fantasia di Gianni Rodari nel capitolo "Le fiabe a rovescio".
Nel 2017 il cantautore sonninese Andrea Madeccia inserisce all'interno del suo album Radici il brano "Altolà", ispirato alla storia del brigante. Il brano viene riarrangiato e ripubblicato nel 2025 con il titolo "Altolà (storia di un brigante)" e vede la partecipazione di Davide Cicalese (Furor Gallico) all'armonica e alla voce.
Secondo Maurizio Milani, Gasbarrone è considerabile come un antenato dei cabarettisti (o anche degli stand-up comedian): uscito dal carcere grazie all'indulto concesso dal Re Vittorio Emanuele II, le osterie di Roma si contesero le "serate" del brigante Gasparone; raggiunse una discreta notorietà grazie ai suoi racconti, tanto che, per limitare lo spirito di emulazione, il real prefetto decise di mandare il brigante al confino ad Abbiategrasso.